# Цумеб
Цумеб (на английски: Tsumeb) е град в северна Намибия, административен център на регион Ошикото. Основан е през 1905 г. от немски колонисти. Известен е с прозвището „вратата на севера“ на Намибия. Името му произлиза от езика на местното племе нама – „SOO-meb“ и в превод означава „Мястото на мъховете“ или „Мястото на жабите“. Населението на града е 19 275 жители (по данни от 2011 г.).
В района на града има богати залежи на цветни метали. Най-добре е развита медодобивната промишленост.

## Побратимени градове
- Честърфилд, Великобритания
- Елверум, Норвегия
- Текумсе, Канада
- Ланджоу, Китай
- Гверу, Зимбабве